# آني إسبار
آني إسبار (مواليد 8 يناير 1993) هي لاعبة كرة ماء إسبانية، حصلت علي الميدالية الفضية مع منتخب إسبانيا في أولمبياد 2012 و2020.

## وصلات خارجية
- آني إسبار على موقع الاتحاد الدولي للسباحة (الإنجليزية)
- آني إسبار على موقع اللجنة الأولمبية الدولية (الإنجليزية)
- آني إسبار على موقع أوليمبيديا (الإنجليزية)
- آني إسبار على موقع اللجنة الأولمبية الإسبانية (الإسبانية)